# Luna–7
A Luna–7 (Luna E–6–11) második generációs szovjet űrszonda, a Luna-program része.

## Küldetés
Tervezett feladata a Hold megközelítése – sima leszállás, felületének fényképezése, repülés közben a kozmikus sugárzás, a napszél, a mikrometeoritok, az interplanetáris anyag és a Hold mágneses terének vizsgálata.

## Jellemzői
Építette és üzemeltette az OKB–1 (oroszul: Особое конструкторское бюро №1, ОКБ-1).
1965. október 4-én startolt a Bajkonuri indítóbázisról, egy háromlépcsős, párhuzamos elrendezésű Molnyija hordozórakétával (8K78) állították Föld körüli pályára. Az orbitális egység pályája 88,7 perces, 64,8 fokos hajlásszögű, az elliptikus pálya adatai: perigeuma 129 kilométer, apogeuma 286 kilométer volt. Az utolsó fokozat hajtóművének újraindításával elérte a szökési sebességet. Három ponton stabilizált (kettő Földközpontú, egy Napra érzékeny) űreszköz.
Október 5-én eredményes pályakorrekciót hajtottak végre. Az 1506 kilogrammos űrszondának 85 óra repülés után a fékező rakétarendszer hibája miatt nem sikerült a puha leszállás. Október 7-én a Viharok Óceánja (Oceanus Procellarum) területén, a Kepler-krátertől nyugatra becsapódott a Hold felszínébe.
Felépítése: leszállóegység (felszíni szonda), vezérlőegység, orientációs gáztartály és hideggáz-fúvókák, magasságmérő radar, üzemanyagtartályok és a fékező hajtómű, kormányhajtóművek,-csillagérzékelő (tájolás), az asztroorientációs rendszer elektronikája, valamint az optikai mechanika, rádiórendszer, antennák.
Leszállóegység (felszíni szonda):
- fékező rakétarész a szükséges üzemanyaggal,
- légzsák-rendszer, biztosította a – hordozóegységből – ledobott műszeres egység épségét,
- a leszállóegységből négy szárny nyílott ki, biztosítva a stabil helyzetet, egyben antennaként szolgálva,
- a légmentesen lezárt 100 kilogramm tömegű, 60 centiméteres gömbtartály tartalmazta: az akkumulátoros erőforrást, a hőellenőrzőt, a televíziós egységet, sugárzásdetektort, rádió adó-vevő berendezést, vezérműegységet, külső felületén a 4 darab rúdantennát,
- stabilizált állapotban a televíziós kamerák tükörrendszer segítségével fényképezték környezetét, elektronikus feldolgozás után antennájával sugározta vevőállomásaira a képeket.

## Külső hivatkozások
- Luna–7. zarya.info. [2022. július 1-i dátummal az eredetiből archiválva]. (Hozzáférés: 2013. január 15.)
- Luna–7. astronautix.com. (Hozzáférés: 2013. január 15.)
- Luna-7. skyrocket.de. (Hozzáférés: 2013. január 15.)
- Luna-7. ib.cas.cz. [2013. október 13-i dátummal az eredetiből archiválva]. (Hozzáférés: 2013. január 15.)

| Elődje: Luna–6 | Luna-program 1963–1968 | Utódja: Luna–8 |